# Anglo-Irlandais
Cet article concerne la population. Pour la variété linguistique, voir Anglais irlandais.
Les Anglo-Irlandais forment une population relativement privilégiée d'Irlande, du XIXe siècle et du début du XXe siècle, descendante de colons protestants d'Angleterre. 
Le terme s'applique également aux relations bilatérales entre la république d'Irlande et le Royaume-Uni, comme pour le traité anglo-irlandais (le Anglo-Irish Agreement).